# BU Persei
BU Persei (BU Per / BD+56 512 / TYC 3694-1247-1) es una estrella variable en la constelación de Perseo.
De magnitud aparente media +9,6, es miembro del cúmulo abierto NGC 869 y se encuentra a una distancia de 1845 pársecs (6000 años luz) del sistema solar.
BU Persei es una supergigante roja de tipo espectral M3I con una temperatura efectiva de 3600 K.
Tiene un radio 620 veces más grande que el del Sol —comparable al de Antares (α Scorpii)—, lo que equivale a 2,9 UA.
Si estuviese en el centro de nuestro sistema solar, su superficie se extendería más allá de la órbita de Marte.
Muy luminosa, su luminosidad bolométrica —considerando todas las longitudes de onda— es 28.000 veces superior a la luminosidad solar.
Pierde masa en forma de polvo a razón de 2,8 × 10-9 masas solares por año.
Su edad se puede cifrar en 19 millones de años, la edad del cúmulo al que pertenece.
Catalogada como una variable semirregular SRC —cuyo prototipo es la brillante μ Cephei—, la fluctuación de brillo de BU Persei es de 1,9 magnitudes.
Existe un período principal de 367,0 días —381 ± 10 días según otro estudio— y uno secundario, más largo e impreciso, de 3600 ± 1000 días.